# 松永友有
松永 友有（まつなが ともあり、1969年11月-）は、日本の経済学者・歴史学者。専門は経済史。横浜国立大学経済学部教授。

## 来歴・人物
- 1969年11月　東京都に生まれる。
- 1992年3月　早稲田大学法学部法学科卒業
- 1994年3月　早稲田大学大学院政治学研究科西洋政治史修了

主に経済史関係の講義を担当し、ゼミを学生に開いている。

## 専門分野
―イギリス史―
- イギリス失業保険制度の起源
- イギリス社会政策・通商政策

## 著書・論文

### 著書
- 『ヨーロッパの歴史的再検討』　 （早稲田大学出版部）　2000年
- 『世紀転換期のイギリス帝国』　　　 （ミネルヴァ書房）　2004年

### 論文
- 『エドワード時代におけるシティー金融資本の政策志向』　早稲田政治公法研究 （大学・研究所等紀要）　1996年
- 『20世紀初頭イギリスにおけるシティ金融利害の政策志向』　社会経済史学 （学術雑誌）　1997年
- 『イギリス自由党の経済政策再評価』　　社会経済史学（学術雑誌）　2000年
- 『第二次マクドナルド労働党内閣の恐慌対策と労働組合会議』　西洋史学 （学術雑誌）　2002年
- 『マクミラン委員会証言録分析』　群馬大学教育学部紀要　人文・社会科学編 （大学・研究所等紀要）　2003年
- 『世界史教育における「一国史観」対世界システム論的見解』　群馬大学教育実践研究 （大学・研究所等紀要）　2003年

## 所属学会
- 西洋史学会
- 歴史学研究会 （委員）
- 社会経済史学会
- 政治経済学・経済史学会 （編集委員）
- イギリス帝国史研究会